# Rafael Montero
Pour les articles homonymes, voir Montero (homonymie).
Rafael Montero Quezada (né le 17 octobre 1990 à Higuerito, République dominicaine) est un lanceur droitier des Ligues majeures de baseball jouant avec les Astros de Houston.

## Carrière
Rafael Montero signe son premier contrat professionnel pour 90 000 dollars US en 2011 avec les Mets de New York. Il fait ses débuts dans le baseball majeur comme lanceur partant des Mets au Citi Field face aux Yankees de New York le 14 mai 2014, un départ qui se solde par une défaite malgré un premier effort jugé satisfaisant.